# Солов'ї (Коростенський район)
Солов'ї́ — село в Україні, у Лугинській селищній територіальній громаді Коростенського району Житомирської області. Населення становить 191 особу (2001).

## Географія
На північно-східній околиці села бере початок річка Шестень.
В урочищі Саремське на південному сході від села бере початок річка Саремський, ліва притока Гранічевки.

## Історія
У 1906 році — Солов'їв, хутір Лугинської волості Овруцького повіту Волинської губернії. Відстань від повітового міста 38 верст. Дворів 51, мешканців 336.
У 1923—59 роках — адміністративний центр Солов'ївської сільської ради Лугинського району.

## Пам'ятки

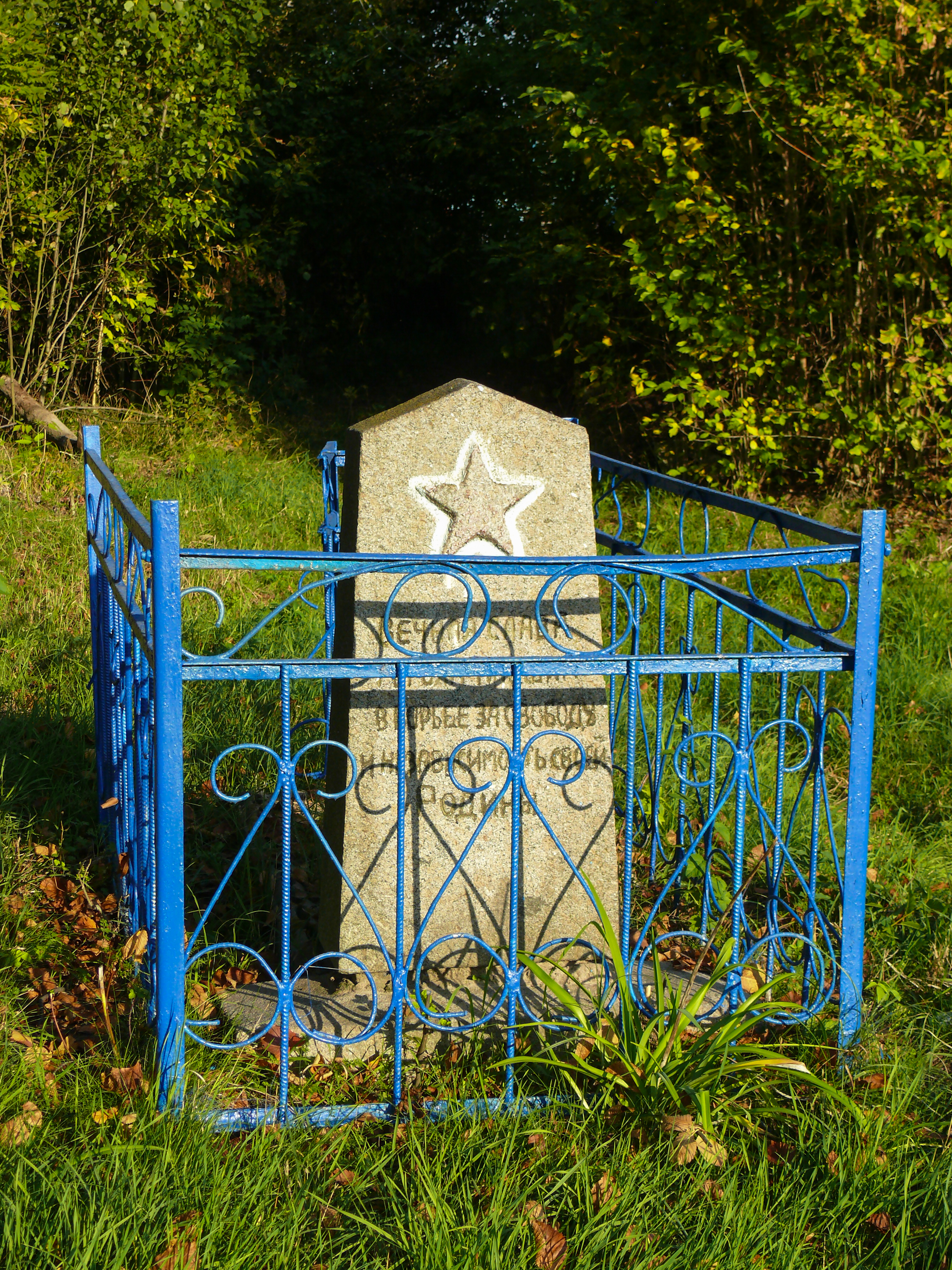
Братська могила радянських воїнів (поховано 10 осіб)
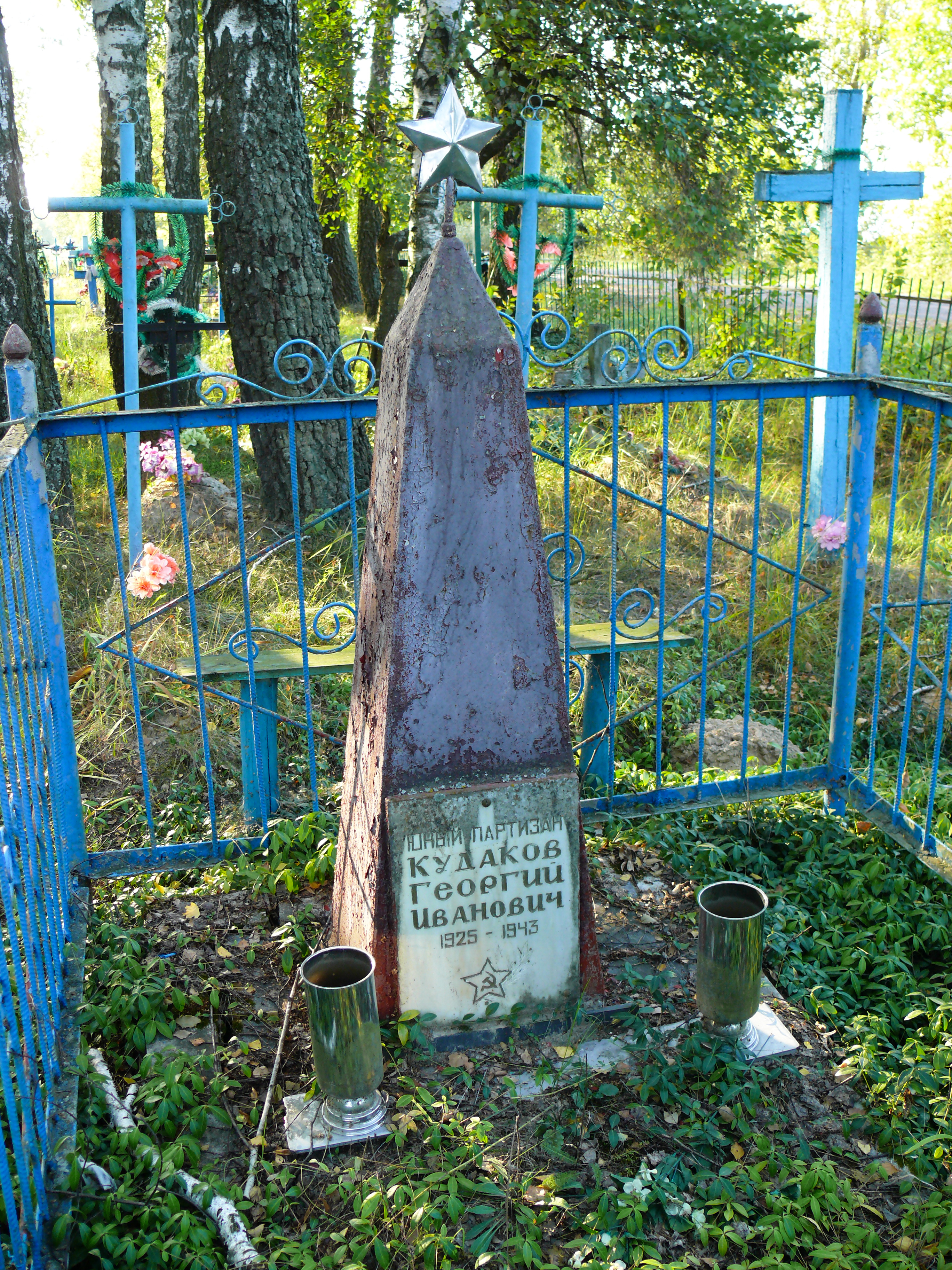
Пам'ятник радянському партизану Г.І. Кудакову